# Perfume 9th Tour 2022 "PLASMA"
『Perfume 9th Tour 2022 "PLASMA"』（パフューム・ナイス・ツアー 2022 プラズマ）は、日本のテクノポップユニット、Perfumeの18作目のライブ・ビデオである。

## パッケージ
Blu-rayの初回限定盤と通常盤、DVDの初回限定盤と通常盤の全4種でリリースされた。

## 収録トラック
2022年7月発売の最新アルバム「PLASMA」を携えて9都市で開催されたアリーナツアーの模様を収録。初回限定盤には特典グッズとして「着せ替えジャケット」や52ページのフォトブックレットが付属。特典ディスクには、全公演のMCのまとめや密着映像、このツアーで唯一“大声出し公演”が可能となった宮城公演の映像。さらに、それぞれのメンバーにフォーカスし編集された『Drive’n The Rain～ハテナビト』パフォーマンスや、愛知公演で披露した『ワンルーム・ディスコ』と埼玉公演で披露した『ポリリズム』のパフォーマンスも収録されている。

### DISC 1
1. PLASMA
2. Flow
3. ポリゴンウェイヴ（Original Mix）
4. 再生
5. Drive'n The Rain
6. ハテナビト
7. ナチュラルに恋して
8. Time Warp（v1.1）
9. ∞ループ
10. Spinning World
11. アンドロイド&
12. マワルカガミ
13. 「P.T.Aのコーナー」
14. Party Maker
15. エレクトロ・ワールド
16. Puppy love
17. STAR TRAIN
18. さよならプラスティックワールド
19. PLASMA

### 特典Disc1
※初回限定盤のみ 
- ツアーMCハイライト60min.
- 密着-こけら落としと最終日-
- 22.10.07（金）宮城“革命の日”

### 特典Disc2
※初回限定盤のみ 
- 『Drive'n The Rain～ハテナビト』-a-chan Edit-
- 『Drive'n The Rain～ハテナビト』-KASHIYUKA Edit
- 『Drive'n The Rain～ハテナビト』-NOCCHi Edit-
- 『ポリリズム』-Saitama-
- 『ワンルーム・ディスコ』-Aichi-

### ランキング
06/12付の初週売上は合計1.8万枚。「オリコン週間DVDランキング」と「オリコン週間Blu-ray Discランキング」で共に初登場１位を獲得。音楽作品のDVDとBDを合計した「週間ミュージックDVD・BDランキング」でも1位となり、女性アーティストで2022/12/26付よりスタートのこの年度初となる「映像3部門」同時1位を達成した。「週間DVDランキング」においては、通算11作目の1位獲得となり、女性アーティスト歴代1位の記録を持つ「DVD通算1位獲得作品数」を11作に自己更新した。